# 矢吹晋

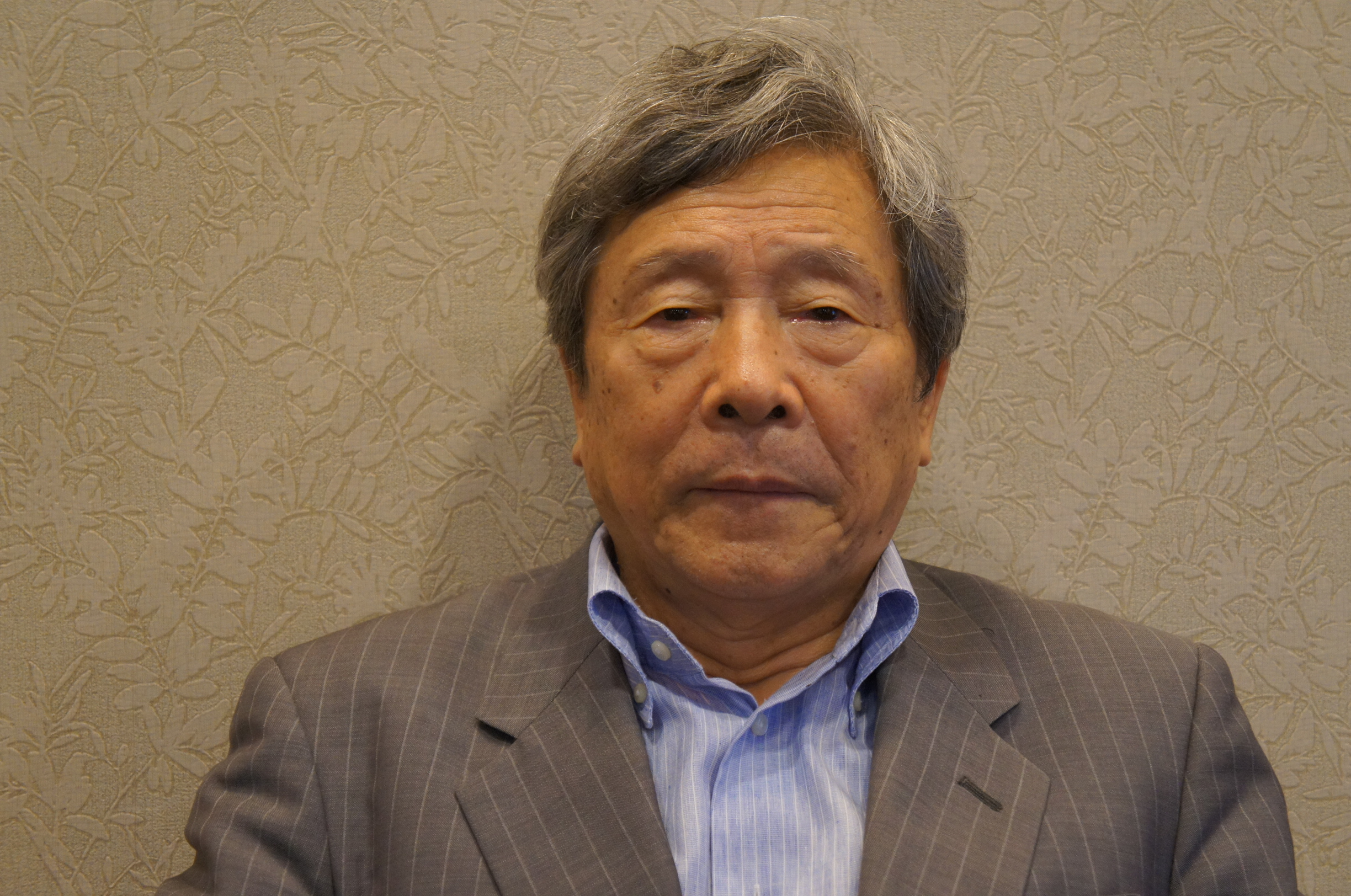
2016年

矢吹 晋（やぶき すすむ、1938年10月1日 - ）は、日本の中国研究家。横浜市立大学名誉教授。

## 略歴
福島県生まれ。1962年、東京大学経済学部卒業。
東洋経済新報社、アジア経済研究所を経て、横浜市立大学商学部教授となる。中国経済論と現代中国論が専攻分野である。2004年横浜市大定年退職、名誉教授。

### 学歴
1945年4月、郡山市田村町守山国民学校入学
1951年4月、郡山市田村町守山中学校入学
1954年4月、福島県立安積高等学校入学、1957年3月、卒業。
『知事抹殺』の佐藤栄佐久知事は1年後輩。隣家の舩山隆（音楽評論）は矢吹が卒業した年に入学。
1958年4月、東京大学教養学部入学、三鷹寮を抜け出して、駒場寮中国研究会に入る。同室に「君が代＝挽歌論」を書いた溝口貞彦、同室ではないが、『魯迅 「人」「鬼」の葛藤』を書いた丸尾常喜がいた。
1959年、前期総代会議長としてストライキを決議したが、退学処分に至らず。 
印象深い先輩は、田仲一成、橋本萬太郎、片山智行など。
後輩には平田勝(花伝社社長)、長堀祐造(『魯迅とトロツキー』)など。
1960年4月、東京大学経済学部経済学科進学。
1962年3月、東京大学経済学部卒業。
西部邁、青木昌彦、杉浦克己、小林清人らと同世代。

### 職歴、外国訪問など
1962年4月、東洋経済新報社記者。
ゼミの指導教授であった大内力の紹介状をもって原田運治専務を訪ねる。
匿名座談会担当者として三浦銕太郎、石橋湛山の謦咳に接する（のち「サムライKと古武士銕太郎」『自由思想』2005年11月号）。浅野純次（東洋経済元社長）、勝股光政（以文社社長）らと同じ世代。
1967年10月、アジア経済研究所研究員。
ゼミの指導教授大内力の紹介状をもって東畑精一会長を訪ねる。
1969年4月、神奈川大学経済学部非常勤講師。
1969年10月、東京大学教養学部非常勤講師。
工藤篁教授の推薦による。
1969年11月、東南アジア諸国を1カ月放浪(アジア経済研究所現地調査、香港大学で客家研究の羅香林教授と会う。台湾で作家呉濁流と会う)。 
1971年4月、シンガポール南洋大学亜洲研究所客員研究員（アジア経済研究所海外派遣員）、マレー半島、サバサラワク、インドネシア、フィリピンを放浪。
1972年4月、香港大学亜洲文化中心客員研究員(アジア経済研究所海外派遣員、大学服務中心U.S.C.で橋本萬太郎教授夫妻と会い、客家語の特徴を教わる。のち『巨大国家中国のゆくえ』で橋本説に依拠して漢語、漢民族を論ずる)。
1974～75年、『毛沢東政治経済学を語る』『毛沢東社会主義建設を語る』（現代評論社）を翻訳し、「反中国分子」として批判される。以後、入国を数回拒否される。
1975年6月、大内力教授グループの共著『現代社会主義の可能性』に参加し、毛沢東型社会主義論を論じた。 
1975年、『労働者管理と社会主義』(川上忠雄、岩田弘と共著)を出版し、毛沢東型社会主義を「自主管理社会主義」と論じた。
1976年3月、国際文化会館会員（松本重治理事長の推薦による。松本重治『上海時代』はアジア経済研究所若手グループのヒアリング会「隋園の会」から生まれた) 。
1976年4月、横浜市立大学商学部助教授。
佐藤経明教授の推薦による。のち共著『変貌するアジア社会主義国家』が生まれる。
1977年4月、小倉芳彦教授の推薦により学習院大学文学部非常勤講師。のち共著『現代中国の構図』（諏訪哲郎編）が生まれる。 
1979年4月、大内力訪中団に秘書長として参加し、初訪中(のちこのグループにより、「労働者自主管理研究会」が生まれた。訪中団日誌は『大内力ゼミナール・たにし会の半世紀』(2005.11所収)）。以後、中国を100回以上訪問する。
1979年4月、香港総領事館特別研究員。
1983年6月、ソ連科学アカデミー極東研究所の招きでモスクワ、ザゴルスクを訪問し、講義する。
1985年4月、『MRI中国情報』(三菱総研)を創刊し、以後20年間「政経展望」を執筆。
1986年12月、『限りなく資本主義に近い社会主義』を出版、このタイトルに寄せて大内力教授が書評を書いた(『社会労働評論』1987年4月号)。
1987年4月、学士会夕食会で「中国経済について」講演、有沢広巳理事長の紹介による。 
1987年 - 2000年、「最近の中国情勢」（国際関係基礎研究所）で年2回の定点観測講演。
1991年10月、黒竜江大学経済学院客座教授。
熊映梧副学長の推薦による。
1993年3月、英ディッチリー会議に招かれ、Asian Path of Developmentを報告。
1995年10月、米アスペン研究所ワイリバー会議に招かれ、台湾海峡危機を討論。
1996年10月、九州大学大学院比較社会文化学府集中講義。
福留久大教授の推薦による。
1997年4月、横浜市立大学大学院経済研究科博士課程新設に伴い、担当教授（中国経済研究）となる。
1999年8月からブダペストに一か月滞在し、ショプロン・ピクニック10周年の東欧政治経済を研究（ポーランド、クロアチア、オーストリアを訪問）。糠沢和夫大使の示唆による。
2000年9月、学士会夕食会で「中国経済の国際化」について講演。
2001年11月、中国国務院外交部直属北京外交学院で集中講義。馮昭奎教授の紹介による。
2002年8月、台湾日本綜合研究所最高顧問。
許介鱗台湾大学法学院長の委嘱による。
2004年3月、横浜市立大学を定年退職、名誉教授となる。

### 所属機関における活動等
1995 年4月、横浜市立大学評議員 (1996年3月まで)。教員組合委員長を2回務める。
2000年4月、第17回よこはま21世紀フォーラム「ヨーロッパ統合と日本」企画委員会委員長  (2001 年 3月まで)
2006年2月、河南大学日本研究所兼職教授。
日本研究所の創設に協力。
2006年10月、「朝河平和学の地下水脈をたどる」『公研』、聞き手は藤島陽一。
2007年3月、イェール大学朝河シンポジウムで朝河史学について報告。
2007年３月20日、学士会午餐会で「朝河史学を読む」講演(大内力副理事長の紹介による)。
2011年9月、佐賀大学経済学部集中講義。
米倉茂教授の推薦による。
2011年11月、シドニー市ミッチェル図書館で朝河モリソン往復書簡を調査（のち『モリソンパンフレットの世界』所収)。 
2012年12月、北京外国語大学ウィリアムス生誕200年シンポジウムで「ペリーの白旗」を報告。
2013年11月、中国社会科学院国際中国学研究中心の招きで訪中、日中関係研究について何培忠氏のインタビューを受ける(『国際中国研究動態』2013年12期) 
2018年7月23日、朝河貫一没後70周年郡山シンポジウムで「若き朝河と平和のための朝河歴史学」を講演。 
2018年7月29日、北京人民大学改革開放40年記念シンポジウムで「鄧小平期ネップ論」を報告。 
2022年に衆議院で可決された「新疆ウイグル等における深刻な人権状況に対する決議」について、香港等列挙された地域は全て中華人民共和国の一部であり内政干渉で空前の愚劣な決議だと批判し、日中戦争時の近衛声明21世紀版だとしている。

### その他兼職
（公財）東洋文庫研究員、（一社）国際善隣協会理事、朝河貫一顕彰協会代表理事、21世紀中国総研ディレクターなどを歴任。

### 旧所属学会等
現代中国学会、アジ政経学会、比較経済体制学会、朝河貫一研究会、国際経済学会等。

### 国際学術交流
中国訪問は、1979年以来約100回。直近は2018年7月29日北京人民大学改革開放40年記念シンポジウムで「鄧小平期ネップ論」を報告。

## 受賞等
- 1995年、米国書評専門誌Choiceにより、矢吹著ハーナー訳、 China’s New Political Economy: the Giant Awakes, Colorado Westview Press, 1995 が Outstanding Academic Book for 1995 に選ばれた。
- 2017年
  - 福島県県外在住功労者知事表彰[5]
  - 第5回岡倉天心記念賞最優秀賞[6]（『習近平の夢─台頭する中国と米中露三角関係』）

## テレビ出演
1995.8.14．太平洋にかける橋～朝河貫一と角田柳作、福島テレビFTV
1998.8.15．まぼろしの大統領親書、福島テレビFTV
2002.1.3．中国、中産階級が国を変える、ＮＨＫ－ＢＳ
2002.2.6．中国脅威論批判、ＮＨＫ視点論点
2002.3.11．朱鎔基内閣の総仕上げ、ＮＨＫ視点論点
2002.6.1．中国に国民車を、ＮＨＫ
2002.11.30　甦える朝河貫一　FTVフォラム
2008.6.25．海を渡ったサムライ　BS-ASAHI
2013.5.4．尖閣紛争、西部邁ゼミナール、東京MXテレビ
2013.5.11．チャイメリカ、西部邁ゼミナール、東京MXテレビ
2013．12．10．外務省が削除した日中「棚上げ」合意の記録 尖閣諸島問題の核心について、岩上安身が矢吹晋氏にインタビュー
2014.02.13. 尖閣問題から見えてきた「沖縄問題」の本質とは、岩上安身による横浜市立大学名誉教授・矢吹晋氏インタビュー
2015.04.10．岩上安身による矢吹晋・横浜市立大学名誉教授インタビュー
2015.07.29.岩上安身による矢吹晋・横浜市立大学名誉教授インタビュー
2016.07.03．岩上安身による矢吹晋・横浜市立大名誉教授インタビュー

## 著書

### 中国関連
- 二〇〇〇年の中国 論創社, 1984.10
- チャイナ・ウオッチング 経済改革から政治改革へ 蒼蒼社, 1986.10
- チャイナ・シンドローム 限りなく資本主義に近い社会主義 蒼蒼社, 1986.12
- 「図説」中国の経済水準 蒼蒼社, 1987.12
- 中国開放のブレーン・トラスト 蒼蒼社, 1987.2
- ポスト鄧小平-改革と開放の行方 蒼蒼社, 1988.3
- 『文化大革命』(講談社現代新書、1989年)
- ペキノロジー 世紀末中国事情 蒼蒼社, 1991.6
- 保守派vs.改革派 中国の権力闘争 蒼蒼社, 1991.11 蒼蒼スペシャル・ブックレット
- 『毛沢東と周恩来』講談社現代新書、1991年
- <図説>中国の経済 蒼蒼社, 1992.8
- 鄧小平 講談社現代新書 1993.6、講談社学術文庫 2003年8月
- 鄧小平なき中国経済 蒼蒼社, 1995.2
- 巨大国家中国のゆくえ 国家・社会・経済 東方書店, 1996.6
- 中国人民解放軍 1996.7 講談社選書メチエ
- 『「朱鎔基」中国市場経済の行方』(小学館文庫、2000年4月)
- 『中国の権力システム - ポスト江沢民のパワーゲーム』(平凡社新書、2000年)
- 『中国から日本が見える』ウェイツ, 2002.10 That’s Japan
- 『日中の風穴 未来に向かう日中関係』勉誠出版, 2004.9 智慧の海叢書
- 『激辛書評で知る中国の政治経済の虚実』(日経BP社、2007年5月)ISBN 9784822245832
- 『図説 中国力』(蒼蒼社、2010年2月)ISBN 9784883600885
- 『チャイメリカ―米中結託と日本の進路』(花伝社、2012年5月)
- 『一目でわかる中国経済地図―2015年までの展望』（編著、蒼蒼社、2012年9月）
- 『尖閣問題の核心―日中関係はどうなる』（花伝社、2013年1月）
- 『敗戦・沖縄・天皇 尖閣衝突の遠景』（花伝社、2014年8月）
- 『対米従属の原点 ペリーの白旗』（花伝社、2015年11月）
- 『南シナ海領土紛争と日本』（花伝社、2016年6月）
- 『習近平の夢――台頭する中国と米中露三角関係』（花伝社、2017年6月）
- 『沖縄のナワを解く』（情況新書、2017年8月）
- 『中国の夢――電脳社会主義の可能性』（花伝社、2018年3月）
- 『コロナ後の世界は中国一強か』（花伝社、2020年7月）
- 『〈中国の時代〉の越え方　一九六〇年の世界革命から二〇二〇年の米中衝突へ』（白水社、2020年8月）

- 『矢吹晋コレクション』未知谷、2022年秋より刊行

### 朝河貫一研究
- 『朝河貫一とその時代』(花伝社、2007年12月)
- 『日本の発見 - 朝河貫一と歴史学』(花伝社、2008年12月)
- 『天皇制と日本史 - 朝河貫一から学ぶ』(集広舎、2021年8月) ISBN 9784867350126

## 共編著
- 中国石油 その現状と可能性 編. 竜渓書舎, 1976
- 中国のペレストロイカ 民主改革の旗手たち 編. 蒼蒼社, 1988.8
- 『天安門事件の真相』編著(蒼蒼社、1990年)
- 中国情報用語事典 1996-97年版 竹内実共編. 蒼蒼社, 1996.10
- 「図説」中国の経済 第2版 スチーブン・M.ハーナー共著. 蒼蒼社, 1998.2
- 客家と中国革命 「多元的国家」への視座 藤野彰共著. 東方書店, 2010.11
- 一目でわかる中国経済地図 編. 蒼蒼社, 2010.9
- 複眼中国 現代中国の襞を読み解く 時事ニュースJanet 譚ろ美共著 時事通信社, 2010.2 時事通信オンデマンドブックレット
- 『中共政権の爛熟・腐敗―習近平「虎退治」の闇を切り裂く』（蒼蒼社、2014年12月）

## 寄稿
- 「日中関係を破壊し日本を滅ぼす新・暴支膺懲決議―衆愚議員たちは中国非難決議の帰結を予見できないのか」『善隣」2022年5月号

## 翻訳
- 毛沢東政治経済学を語る ソ連政治経済学読書ノート 現代評論社, 1974
- 中国社会主義経済の理論 政治経済学基礎知識 竜渓書舎, 1975
- 思想の積木 毛沢東思想の内容と形式 金思愷 竜渓書舎, 1977.9
- 中国経済と毛沢東戦略 J.ガーリー 中兼和津次共訳 1978.6 岩波現代選書
- 中国トロツキスト回想録 中国革命の再発掘 王凡西 柘植書房, 1979.8 アジア叢書
- 改革期中国のイデオロギーと政策 1978～1987 スチュアート・R.シュラム 蒼蒼社, 1987.6
- チャイナ・クライシス重要文献 全3巻 編訳. 蒼蒼社, 1989 蒼蒼スペシャル・ブックレット
- 中国における人権侵害 天安門事件以後の情況 アムネスティ・インターナショナル&アジア・ウオッチ 福本勝清共訳 蒼蒼社, 1991.3
- 周恩来『十九歳の東京日記』編 鈴木博訳 1999.10 小学館文庫
- ポーツマスから消された男 朝河貫一の日露戦争論 著・編訳. 東信堂, 2002.2 横浜市立大学叢書
- 入来文書 朝河貫一 柏書房, 2005.8
- 大化改新 朝河貫一 柏書房, 2006.7
- 朝河貫一比較封建制論集 編訳. 柏書房, 2007.2
- 劉暁波と中国民主化のゆくえ 加藤哲郎・及川淳子共著訳. 花伝社 2011.4
- 朝河貫一『中世日本の土地と社会』（柏書房、2015年２月）